# Famulus RS14
La serie de tractores RS14 con la marca Famulus , fue construida como la sucesora de la serie RS04 de 1956 a 1965 en  la VEB Schlepperwerk (planta de tractores) de Nordhausen en la RDA. Al principio, estos tractores se vendieron bajo el nombre de Favorit, pero después de disputas legales sobre este nombre, se les dio el apodo de Famulus en 1958. Famulus en latín significa criado.

## Cronología
El RS14 estaba disponible en varias versiones básicas, en función del número caballos :
- Famulus 30: RS14 / 30L refrigerado por aire y RS14 / 30W refrigerado por agua (22 kW)
- Famulus 36: RS14 / 36L refrigerado por aire y RS14 / 36W refrigerado por agua (26 kW)
- Famulus 46: RS14 / 46W solo refrigerado por agua (34 kW, también como tracción total)
- Famulus 40: RS14 / 40W solo refrigerado por agua (29 kW, también como tracción total)
- Famulus 60: RS14 / 60 (44 kW, tracción total) con una distancia entre ejes más larga

A partir de 1964 se revisó la serie de tractores. Las innovaciones incluyeron una barra antivuelco para proteger al conductor y un sistema de presión de aire para transportar hasta dos remolques con frenos de aire. Además, el freno del RS14  no se activaba automáticamente cuando se cambia la dirección. Desde 1964 solo existían estos tractores, RT significa tractor de ruedas :
- Famulus 36: RT315 refrigerado por aire, 24 kW
- Famulus 40: RT325 refrigerado por agua, 29 kW
- Famulus 60: RT330 refrigerado por agua, 44 kW

El prototipo RS14 / 50 fue probado, pero nunca se construyó en serie. Estaba equipado con un motor de cuatro cilindros de 29 kW tipo 4 NVD 12.5 - SRL.

## Tecnología
Todos los tractores están construidos en bloque sin marco. El eje trasero es un eje rígido, mientras que el eje delantero es un eje oscilante. Se instalaron cajas de cambios de cinco velocidades con marcha atrás y una reductora, por lo que hay diez velocidades hacia adelante y dos hacia atrás. Los tractores tienen una toma de fuerza trasera y delantera. La potencia se transmite entre la caja de cambios y el motor a través de un embrague seco de disco único. Las series Famulus 30, 36, 46 y 40 poseían motores de dos cilindros refrigerados por aire o por agua (22 a 34 kW), la serie famulus-60 ya tiene motores diésel de 3 cilindros refrigerados por agua. Se instalaron los motores de las series EM 2-15 ,  2 KVD 14.5 SRL y 2 o 3 KVD 14.5 SRW. Un freno de zapata interno sirve como freno. Todos los tractores tienen un enlace de tres puntos.
Se puede pedir una gama completa de accesorios especiales para tractores familiares, incluida una bomba de inflado de neumáticos, un techo, varias barras de corte, dispositivos de enganche modificados, ganchos de enganche, pesas de ruedas, ruedas de rejilla, transmisiones de poleas y una toma de fuerza delantera continua.
Debido a la necesidad de un tractor de ruedas más potente, la velocidad del motor aumentó de 1650 / min para el RS14 / 36W a 2000 / min para el RS14 / 46. Por lo tanto, el motor del RS14 / 46 estaba sobrecargado térmicamente, lo que redujo significativamente la vida útil. Por lo tanto, la velocidad del motor del RS14 / 46 W durante el mantenimiento programado y la del sucesor, el RS14 / 40 W, se redujo a 1800 / min, lo que aumentó la durabilidad del motor nuevamente. Los años de construcción del modelo RS14 / 40W son, por lo tanto, posteriores a los del RS14 / 46W. Aunque los motores refrigerados por aire a menudo necesitan una revisión general después de solo 1,000 horas, han sobrevivido al tiempo más que los refrigerados por agua. Los motores refrigerados por agua son mucho más duraderos, aunque los defectos en la junta de la culata se producen con relativa frecuencia.

## Datos técnicos (desde 1964)
|                                      | RT315                                                                    | RT325                                                                    | RT330                                                                    |
| ------------------------------------ | ------------------------------------------------------------------------ | ------------------------------------------------------------------------ | ------------------------------------------------------------------------ |
| Años de construcción                 | 1964–1965                                                                | 1964–1965                                                                | 1964                                                                     |
| Motor                                | 2 KVD 14,5 SRL                                                           | 2 KVD 14,5 SRW                                                           | 3 KVD 14,5 SRW                                                           |
| Diseño de motor                      | Motor de dos cilindros en línea                                          | Motor de dos cilindros en línea                                          | Motor de tres cilindros en línea                                         |
| Tipo de motor                        | Motor diésel – Inyección indirecta – de cuatro tiempos                   | Motor diésel de cámara – de cuatro tiempos                               | Motor diésel de cámara – de cuatro tiempos                               |
| Diámetro x carrera, capacidad cúbica | 120 × 145 mm, 3280 cm³                                                   | 120 × 145 mm, 3280 cm³                                                   | 120 × 145 mm, 4920 cm³                                                   |
| Rendimiento al mínimo−1              | 24 kW a 1600                                                             | 29 kW a 1800                                                             | 44 kW a 1800                                                             |
| Par a velocidad nominal              | 145 Nm a 1600                                                            | 156 Nm a 1800                                                            | 234 Nm a 1800                                                            |
| Caja de cambios estándar             | Transmisión manual de 2 grupos con 10 marchas adelante y 2 marchas atrás | Transmisión manual de 2 grupos con 10 marchas adelante y 2 marchas atrás | Transmisión manual de 2 grupos con 10 marchas adelante y 2 marchas atrás |
| Tracción                             | Tracción trasera                                                         | Tracción trasera                                                         | Tracción a las cuatro ruedas                                             |
| Tracción opcional                    | –                                                                        | Tracción a las cuatro ruedas                                             | –                                                                        |
| Velocidad máxima km/h                | 29                                                                       | 29                                                                       | 29                                                                       |
| Precio indicativo (1964)             | 17.388 Marcos                                                            | 18.000 Marcos                                                            | 20.000 Marcos                                                            |
| Cantidad                             | 1569                                                                     | 4569                                                                     | 10                                                                       |

## El RS 14 hoy
Debido a la relación de transmisión relativamente alta en ese momento de hasta casi 30 km / h, estos tractores siguen siendo populares hoy en día y a menudo todavía son de uso privado, lo que ciertamente también se debe a la tecnología simple y robusta. Esto significa que, en comparación con otras marcas, todavía hay disponible un número relativamente grande de repuestos.

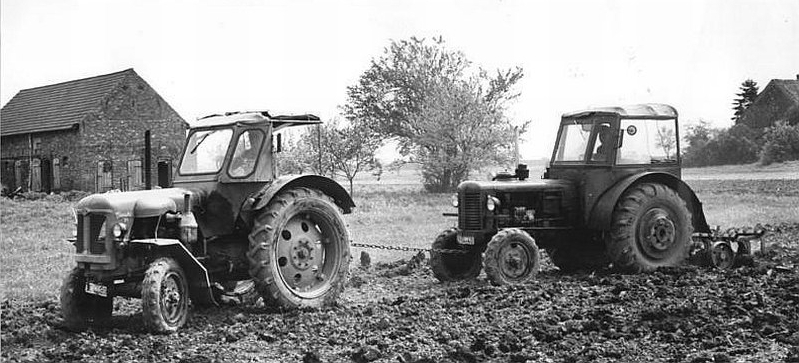
RS14/36L, Refrigerado por aire
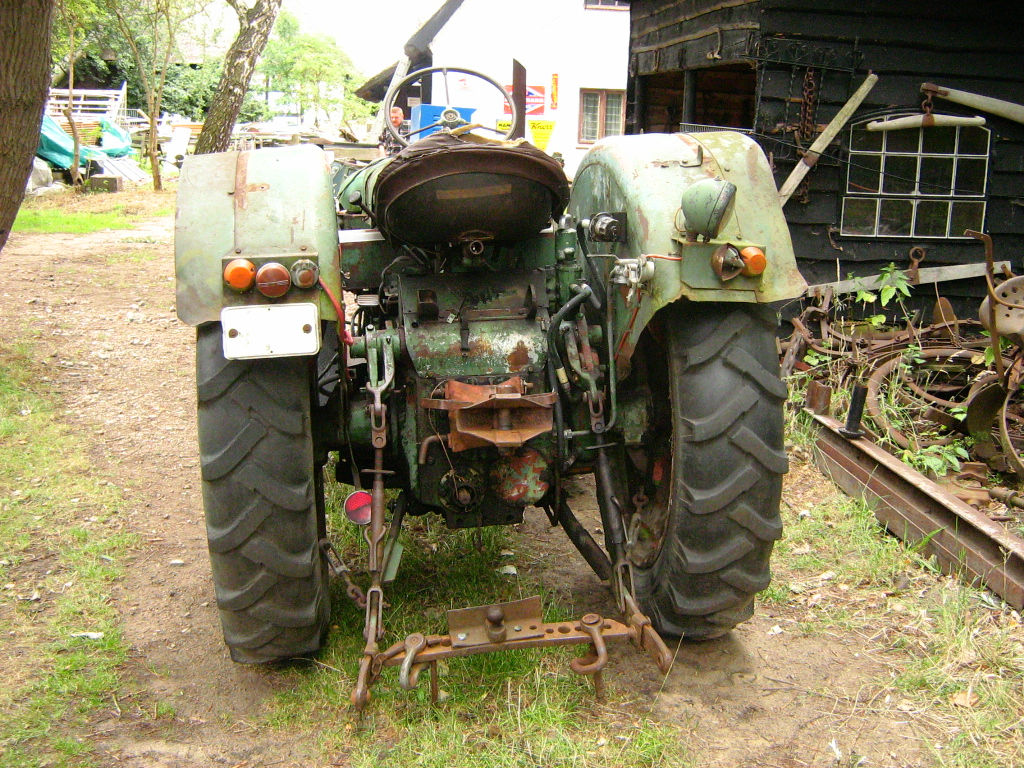
RS14/36L Vista de la toma hidráulica
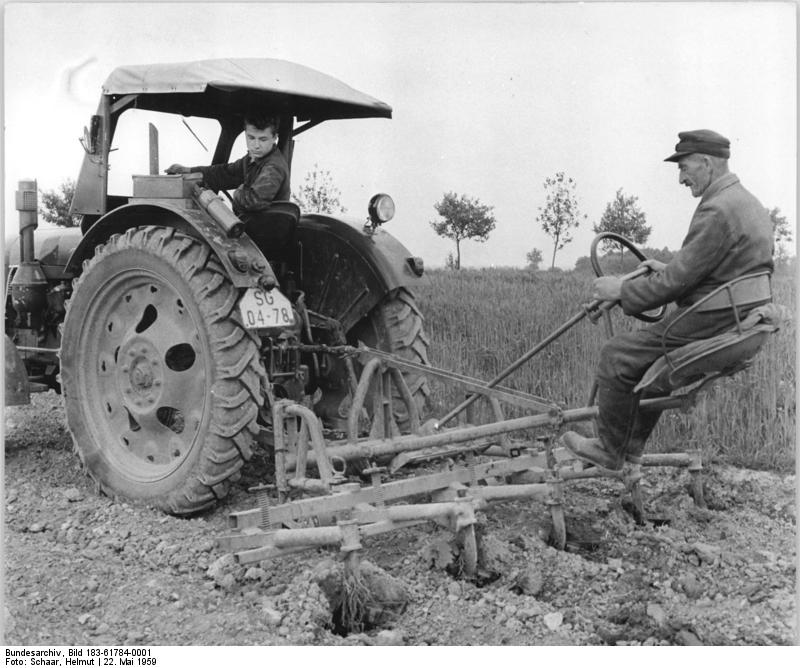
Techo protector contra la lluvia en los primeros años de producción
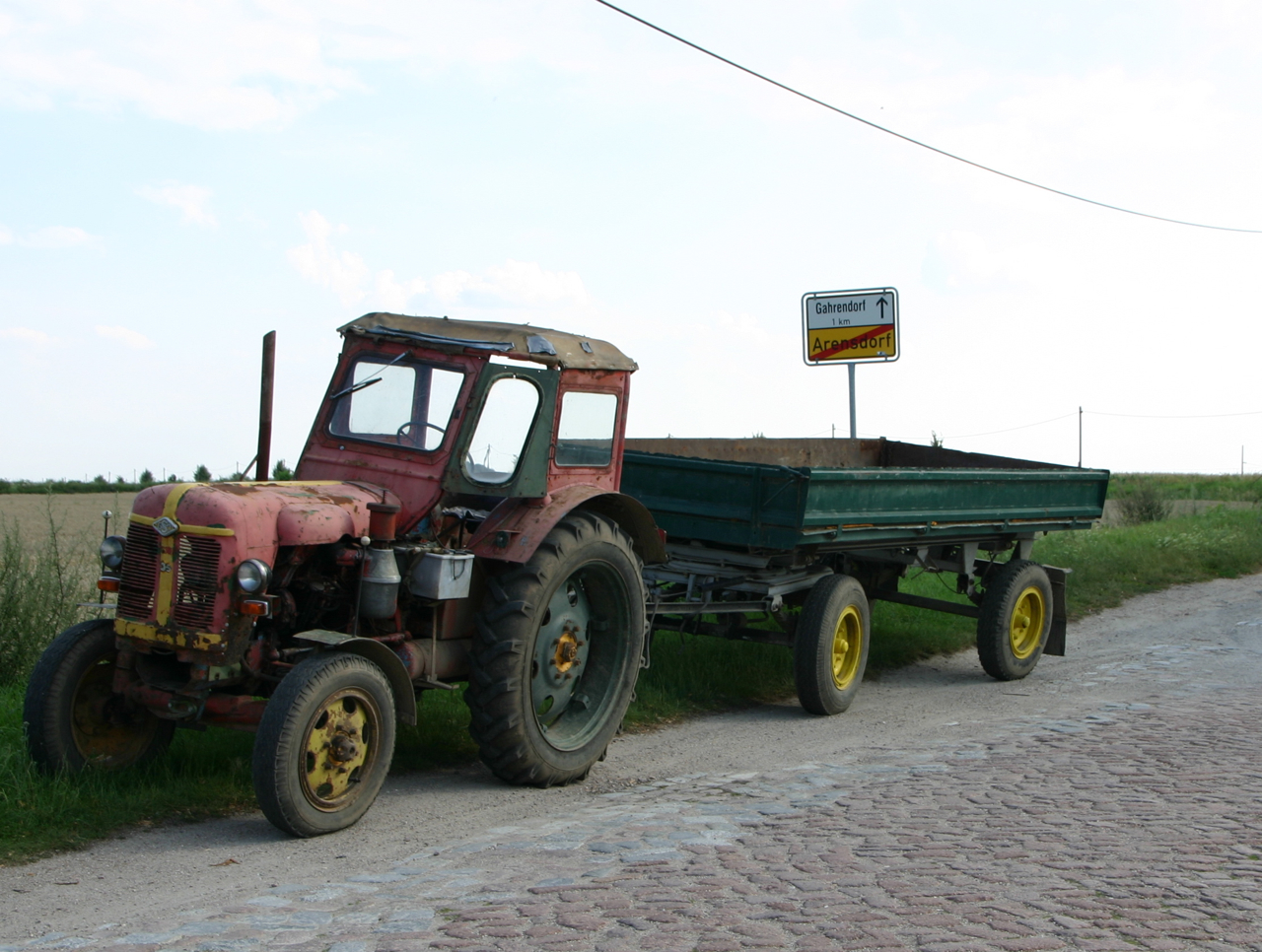
Techo a prueba de caídas de los últimos años de producción
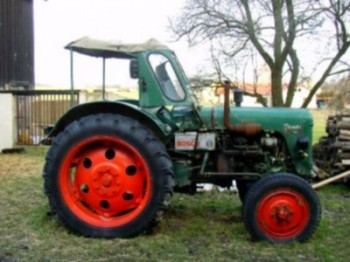
Vista lateral con disposición original de la batería.
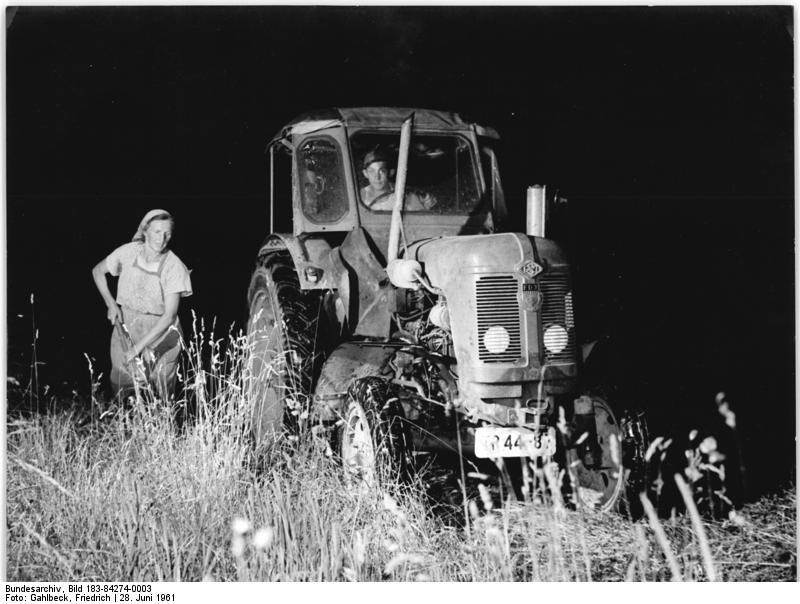
RS14 trabajando de noche
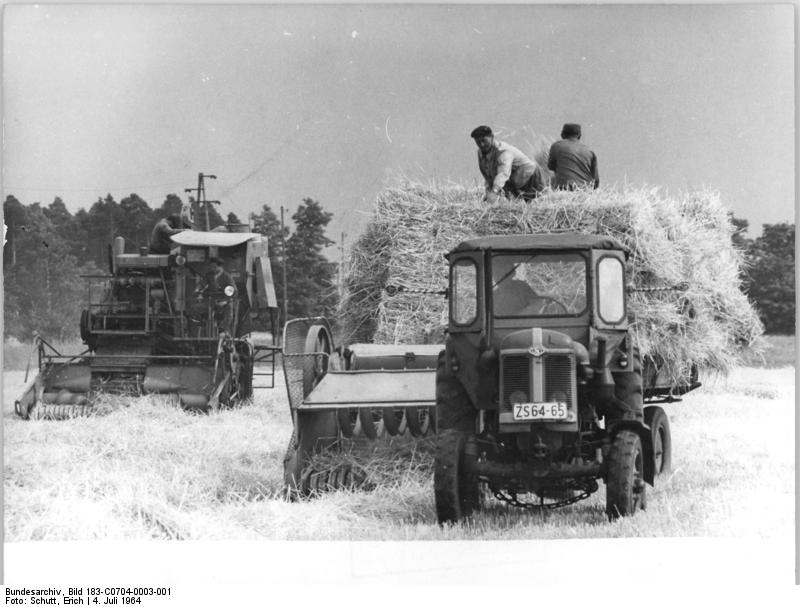
Cosecha de cereales (1964): mientras la cosechadora Patriot siega, el Famulus tira de una empacadora y un remolque para recoger la paja.